# Bitwa pod Castiglione
Bitwa pod Castiglione – starcie zbrojne, które miało miejsce 5 sierpnia 1796 roku podczas wojny Francji z pierwszą koalicją.
Austriacki generał Wurmser, dowodząc armią liczącą 25 000 żołnierzy, wzmocnił załogę Mantui, po czym ruszył w kierunku armii francuskiej (30 000 żołnierzy) Bonapartego, by wziąć ją w dwa ognie wspólnie z idącym od północy austriackim korpusem Gvozdanovicia (17 000 żołnierzy). Bonaparte osłonił się od strony Wurmsera dywizją generała Augereau oraz jazdą generała Klimaine’a, a sam 3 sierpnia pobił pod Lonato korpus Gvozdanovicia. Klimaine i Augereau 4 sierpnia zatrzymali korpus Wurmsera koło Castiglione. Wurmser wycofał się w kierunku Solferino. Bonaparte po pokonaniu Gvozdanovicia dokonał błyskawicznego zwrotu na południe i zaatakował Wurmsera 5 sierpnia między Castiglione a Solferino. Na czoło Austriaków uderzyły dywizje Augereau i Massény, natomiast na tyły austriackie Bonaparte skierował dywizję Séruriera. Następnie na zmieszaną armię austriacką Bonaparte uderzył swym odwodem złożonym z 3 batalionów grenadierów, artylerii konnej i brygady jazdy. Austriacy ponieśli całkowitą klęskę, tracąc 6000 zabitych i rannych, 12 000 jeńców oraz 70 dział. Z resztkami swej armii Wurmser uszedł do Trydentu.

## Upamiętnienie
Bitwa ta jest wymieniona na Łuku Triumfalnym w Paryżu.